# Тойвонен, Нестор
Нестор Калленпойка Тойвонен (фин. Nestor Kallenpoika Toivonen; 25 марта 1865 — 6 апреля 1927) — финский стрелок, призёр Олимпийских игр.
Нестор Тойвонен родился в 1865 году в Куроевеси (в современной провинции Пирканмаа), Великое княжество Финляндское. В 1912 году, на Олимпийских играх в Стокгольме, выступая за финскую команду, принял участие в соревнованиях по трём стрелковым дисциплинам и завоевал две бронзовые медали.
После обретения Финляндией независимости Нестор Тойвонен выступал уже за независимую Финляндию. В 1920 году на Олимпийских играх в Антверпене он принял участие в соревнованиях по четырём стрелковым дисциплинам, и завоевал серебряную и бронзовую медали.